# El Eneal
El Eneal est la capitale de la paroisse civile de José María Blanco de la municipalité de Crespo de l'État de Lara au Venezuela. 